# ليثل إينفورسرس 3
ليثل إينفورسرس 3 (بالإنجليزية: Lethal Enforcers 3) (باليابانية: 正義のヒーロー—) ، هي لعبة إلكترونية من نوع تصويب منظور الشخص الأول، أنتجت من قبل شركة كونامي عام 2004م، والجزء الثالث تتعلق بالشرطة اليابانية وقيامهم بقتل المسلحين الخطرين.

## وصلات خارجية
- Official Japanese Site
- Gamefaqs